# Tragocephala trifasciata
Tragocephala trifasciata är en skalbaggsart som beskrevs av Max Quedenfeldt 1882. Tragocephala trifasciata ingår i släktet Tragocephala och familjen långhorningar.
Artens utbredningsområde är Angola. Inga underarter finns listade i Catalogue of Life.